# Tricky Brains
Pour plus de détails, voir Fiche technique et Distribution.
Tricky Brains (整蠱專家, Zheng gu zhuan jia) est une comédie hongkongaise écrite et réalisée par Wong Jing et sortie en 1991 à Hong Kong.

## Synopsis
Chi Man Kit est un jeune et prometteur employé d'une importante firme qui vient tout juste d'obtenir une promotion et de rencontrer la meilleure amie de sa collègue Banana, Lucy et file déjà le parfait amour avec cette dernière. Mais il ignore pour le moment que Lucy est en fait la fille de Pluto Ching, son boss. Macky, bras droit de Mr Ching et amoureux de sa fille, décide de faire tomber Kit en faisant croire que les années passées par celui-ci dans les triades n'ont pas totalement été oubliées. Pour ce faire, il engage Jing Koo, une sorte de roi des farceurs capable de piéger n'importe quel individu et/ou de le rendre fou à lier. Jing se fait alors passer pour le fils retrouvé de Mr Chi et donc pour le frère cadet de Kit.

## Fiche technique
- Titre : Tricky Brains
- Titre original : 整蠱專家 (Zheng gu zhuan jia)
- Réalisation : Wong Jing
- Scénario : Wong Jing
- Production : Jimmy Heung
- Musique : Lowell Lo
- Photographie : Peter Pau
- Montage : Choi Hung
- Société de production : Win's Entertainment
- Société de distribution : Newport Entertainment
- Pays d'origine :  Hong Kong
- Format : Couleurs - 2,35:1 - Mono - 35 mm
- Genre : Comédie
- Durée : 110 minutes
- Date de sortie : 
  - Hong Kong : 2 février 1991
  - Corée du Sud : 30 mars 1991

## Distribution
- Andy Lau : Chi Man Kit
- Stephen Chow : Jing Koo
- Rosamund Kwan : Lucy Ching
- Chingmy Yau : Banana Fung
- Ng Man Tat : Yan-Chi
- Waise Lee : Macky Kam
- John Ching : L'expert ultime
- Shing Fui-on : Chu